# Rolf Larcher
Rolf Larcher, švicarski veslač, * 9. junij 1934, Meilen, Švica, † 5. marec 2024. 
Larcher je za Švico nastopil na Poletnih olimpijskih igrah 1960 v Rimu, kjer je v dvojnem dvojcu s partnerjem, Ernstom Hürlimannom osvojil bronasto medaljo.